# Нордхаус, Уильям
Уильям Нордхаус (англ. William D. Nordhaus; род. 31 мая 1941, Альбукерке, штат Нью-Мексико) — американский экономист. Доктор философии (1967), стерлингский профессор Йеля, член Национальной академии наук США (2001) и Американского философского общества (2013). Лауреат Нобелевской премии по экономике 2018 года «за интеграцию инноваций и климата в экономику роста» (совместно с Полом Ромером), в части  «за интеграцию изменения климата в долгосрочный макроэкономический анализ». Высокоцитируемый учёный согласно Clarivate Analytics (2018).

## Биография
Родился в состоятельной семье. Его отец Роберт Нордхаус (1909—2007) — выпускник Йельского университета, юрист и сооснователь фуникулёра на горном хребте Сандия — был сыном еврейских эмигрантов из Германии, переселившихся в район тропы Санта-Фе в XIX веке. Мать, Вирджиния Нордхаус (урождённая Риггс, 1911—1991), родом из Бронксвилла (штат Нью-Йорк), работала в основанном мужем на Сандии горнолыжном курорте.
Бакалавр (1963) Йельского университета; доктор философии по экономике (1967) Массачусетского технологического института. С 1967 года преподает в Йеле, фул-профессор экономики с 1973 года, ныне стерлингский профессор экономики, а также профессор Yale School of Forestry & Environmental Studies; в 1986-1988 провост Йеля. Также исследователь «Национального бюро экономических исследований» и Cowles Foundation.
Является соавтором П. Самуэльсона в поздних изданиях (начиная с 12-го издания, 1985) учебника «Экономика: вводный анализ».
В 1977—1979 член Совета экономических консультантов при президенте США Джимми Картере.
В июле 1990 принимал участие в семинаре в Шопроне (Венгрия), проведённом Международным институтом прикладного системного анализа и сыгравшем важную роль в выработке плана российских реформ. При обсуждении либерализации цен высказал критические замечания относительно параллельного существования твёрдых и свободных цен и предложил план D-day, где D – день либерализации цен. Программа должна была состоять в подготовке к этому дню и затем в управлении последствиями. С советской стороны в семинаре принимали участие П. Авен, Е. Гайдар, А. Чубайс, А. Шохин, Е. Ясин и др.
В 2014—2015 председатель совета директоров Федерального резервного банка Бостона.
Заслуженный фелло Американской экономической ассоциации (2004), её президент в 2014 году. Фелло Американской академии искусств и наук.
8 октября 2018 года Уильяму Нордхаусу присуждена Нобелевская премия по экономике «за интеграцию изменения климата в долгосрочный макроэкономический анализ».
Проживает в даунтауне Нью-Хейвена (Downtown New Haven) с супругой Барбарой.

## Произведения
- Пол Самуэльсон, Вильям Нордхаус. Экономика = Economics, 19-e изд. — М.: «Вильямс», 2014. — 1360 с. — ISBN 978-5-8459-1714-0.
- «Изобретение, экономический рост и благосостояние: теоретическая обработка технологических изменений» (Invention, Growth and Welfare: A Theoretical Treatment of Technological Change, 1969);
- «Эффективное использование энергетических ресурсов» (The Efficient Use of Energy Resources, 1979).
- Soviet economic reform: the longest road // Brookings Papers on Economic Activity, 1990. P. 287-309.